# Atriolum robustum
Atriolum robustum is een soort van zakpijp uit het geslacht Atriolum.
Atriolum robustum komt voor in de Indische Oceaan en het westen van de Grote Oceaan. De soort leeft op een diepte van 1 tot 20 meter, op dood koraal. Atriolum robustum voedt zich met plankton. Ze worden gemiddeld 2,5 centimeter lang. De kleur kan variëren van wit tot oranje en groen.